# Rhône (departement)
Rhône är ett franskt departement i regionen Auvergne-Rhône-Alpes som fått sitt namn efter floden Rhône. Huvudort är Lyon.

## Geografi
Departementet Rhône omgärdas av departementen Ain, Isère, Loire och Saône-et-Loire. Floderna Saône och Rhône flyter genom landskapet och möts i Lyon.
Över 75% av befolkningen bor i Lyons storstadsområde. De största städerna är:
- Lyon: 472 330 invånare
- Villeurbanne: 138 151 invånare
- Vénissieux: 56 935 invånare
- Caluire-et-Cuire: 41 010 invånare
- Saint-Priest: 40 917 invånare
- Vaulx-en-Velin: 40 626 invånare
- Bron: 38 833 invånare
- Villefranche-sur-Saône: 33 840 invånare

(enligt folkräkningen 2007)

## Bilder

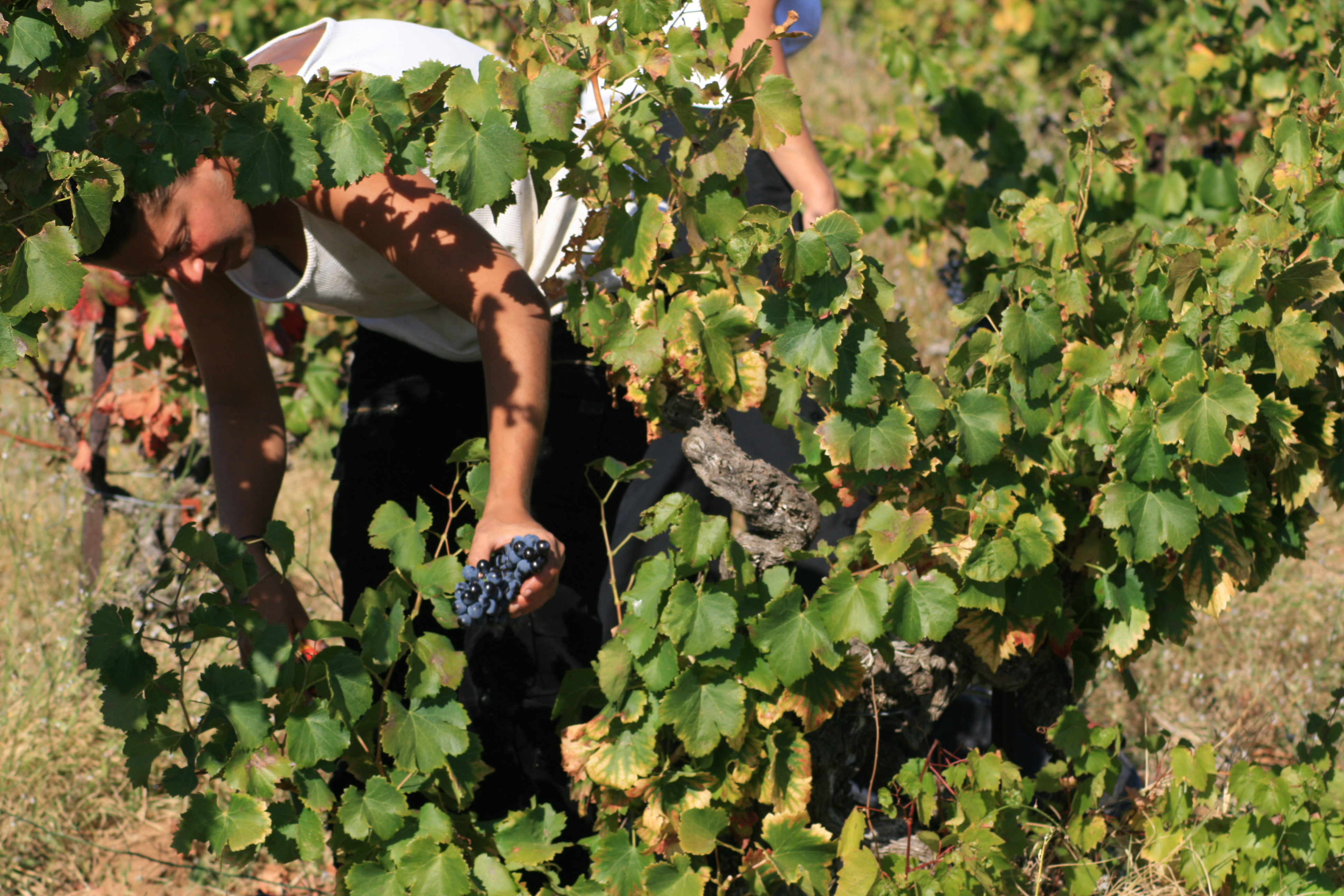
Vinskörd i vindistriktet Châteauneuf-du-Pape.
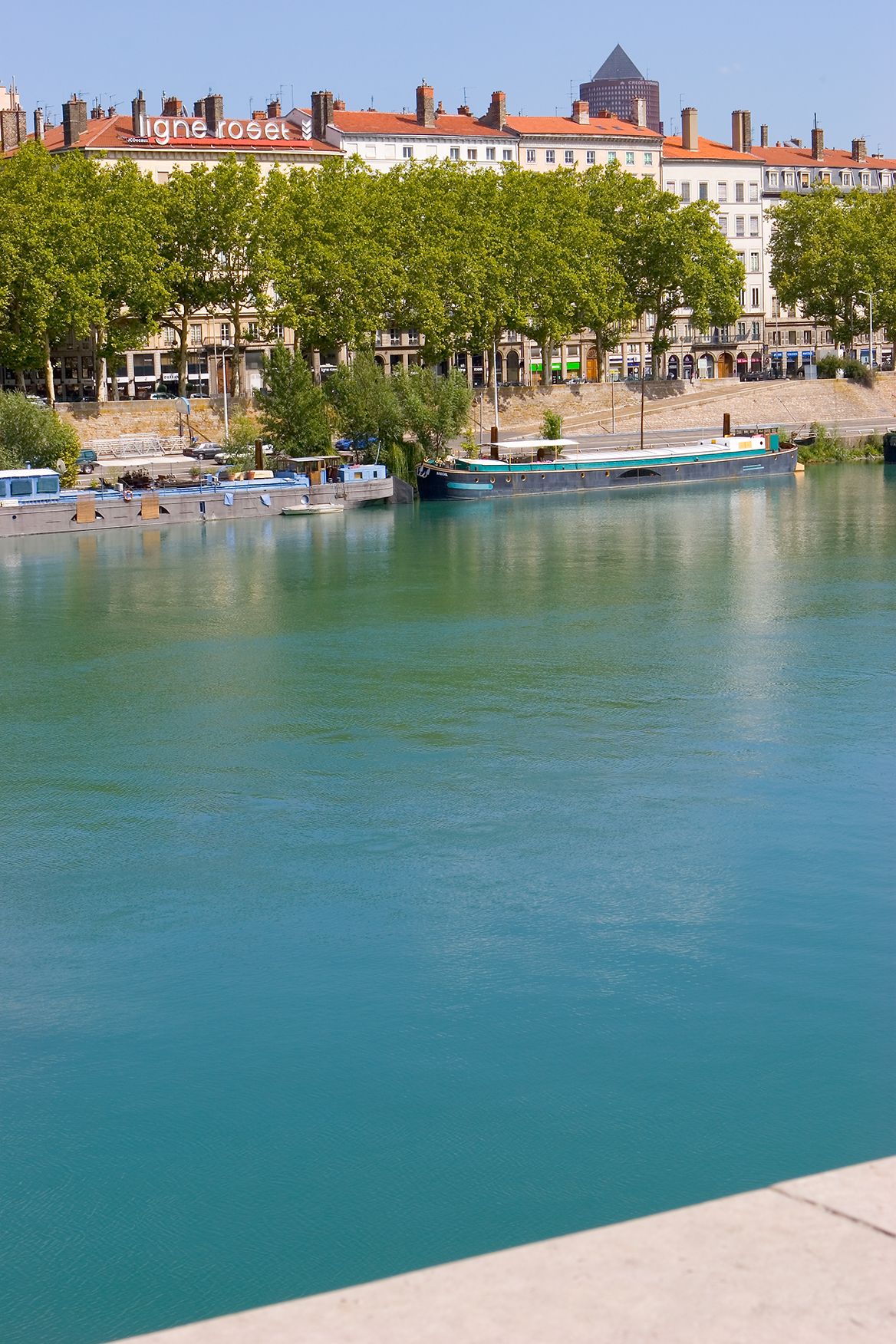
Floden Rhône flyter genom regionens största stad Lyon.
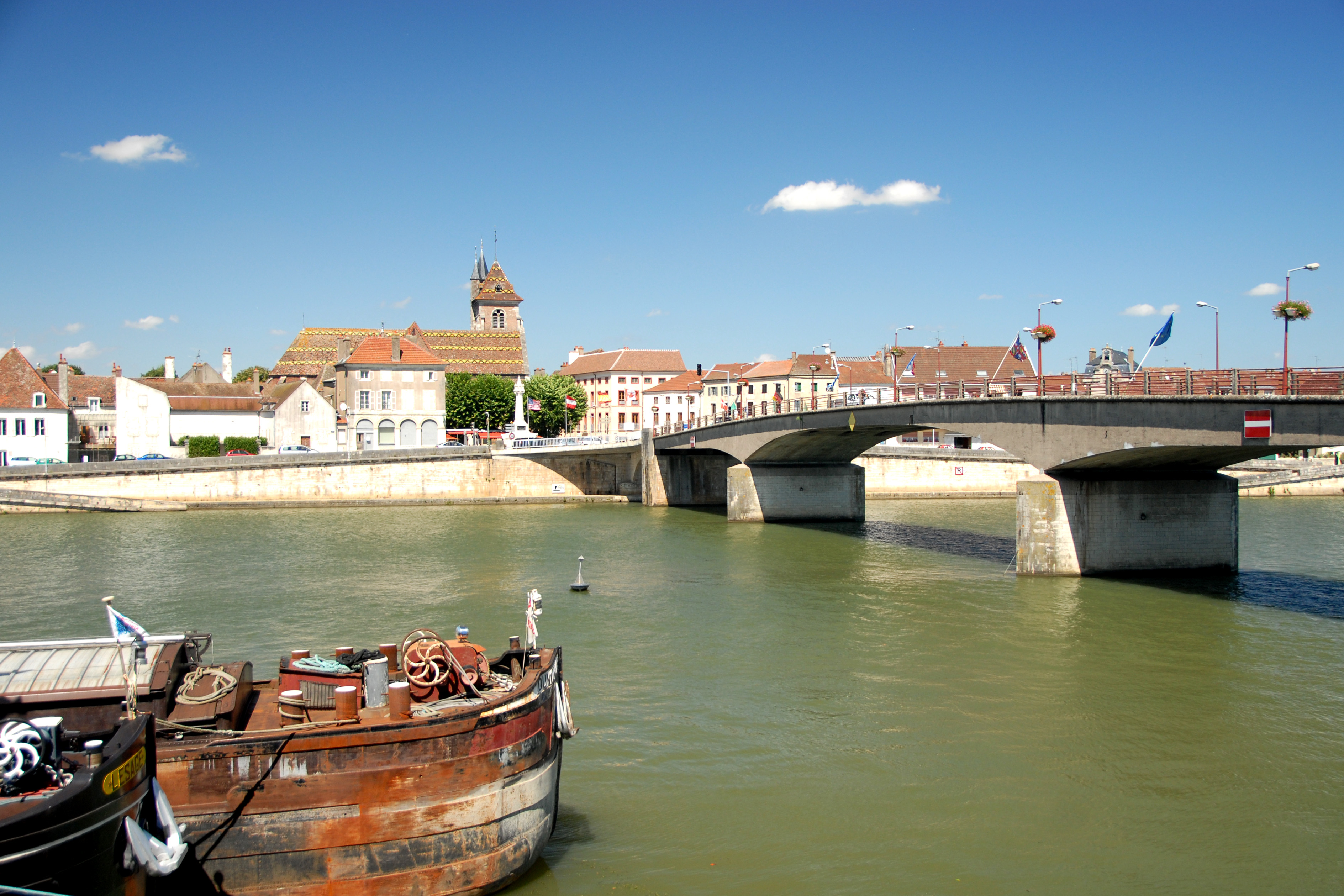
Vy över bron över Saône i byn Saint-Jean-de-Losne.